# Alytes dickhilleni
Alytes dickhilleni је водоземац из реда жаба (Anura).

## Угроженост
Ова врста се сматра рањивом у погледу угрожености врсте од изумирања.

## Распрострањење
Ареал врсте је ограничен на једну државу. 
Шпанија је једино познато природно станиште врсте, тачније планине у југоисточној Шпанији.

## Станиште
Станишта врсте су шуме, планине и слатководна подручја, на висинама од 700 до 2140 метара.